# كرة القدم النسائية في السعودية
كرة القدم النسائية في السعودية تمارس لعبة كرة القدم النسائية بشكل عام من قبل الأثرياء وبعض الهواة، ترجع قلة ممارسات كرة القدم النسائية أساسًا إلى العادات الاجتماعية. في عام 2012 سمحت السلطات السعودية للنساء بحضور مباريات في أجزاء منفصلة من الملاعب في المباريات الدولية التي تقام على الملاعب السعودية تحت مظلة الاتحادين الدولي أو الآسيوي، ولكن في عام 2015 شددت الرئاسة العامة لرعاية الشباب (الهيئة العامة للرياضة حاليًا) خلال تعميم لمديري الملاعب الرياضية على منع الفتيات من دخول الملاعب والصالات الرياضية حتى لو كُنّ برفقة أولياء أمورهن، محذرة من التهاون في تنفيذ القرار. في عام 2018 أصدرت الهيئة العامة للرياضة السعودية قرارها بالسماح للنساء بحضور المنافسات الرياضية السعودية.

## البداية والتطوُّر
تم إنشاء الاتحاد الوطني في عام 1956 وأصبح تابعًا لـ الاتحاد الدولي لكرة القدم، لكن لم يتم تضمين كرة القدم النسائية في الأهداف المنسقة لكرة القدم في البلاد، بحلول عام 2011 داخل الاتحاد السعودي لكرة القدم بُذلت جهود مضنية لإنشاء برامج لكرة القدم للسيدات في الجامعات، تم السعي للحصول على طرق حول كيفية القيام بذلك من الاتحادات الوطنية الأخرى بما في ذلك اتحادات الولايات المتحدة وألمانيا والبرازيل والمملكة المتحدة، بالنسبة الرجال فقد قام الاتحاد الوطني بتمويل الجهود المبذولة لتحسين جودة المنتخب السعودي لكرة القدم للرجال.
تأسس في عام 2006 نادي اتحاد الملوك لكرة القدم النسائية كأول نادٍ نسائي لكرة القدم في البلاد، وضعت إدارة الفريق ضوابط وشروطاً خاصة للالتحاق، أهمّها الحصول على موافقة ولي أمر اللاعبة، ودفع رسوم الاشتراك قبل أن تمنح الموافقة النهائية من عدمها والتي تبلغ 10 آلاف ريال شهريًا، كما أن الفريق يقبل عضوية أية فتاة ومن أية مدينة في المملكة، شرط أن تكون الراغبة مقيمة في مدينة جدة لحضور التدريبات الأسبوعية والمشاركة في المباريات، في عام 2009 تدرب الفريق في جدة، كان الفريق في البداية برعاية الأمير الوليد بن طلال، فقد قدم للفريق مكافآت نقدية بلغ مجموعها 115 ألف ريال على إدارة ولاعبي فريق اتحاد الملوك النسائي لكرة القدم وذلك لقاء النتائج والبطولات التي حققها النادي، لكنه واجه التدقيق أمام التغطية الإعلامية المكثفة فسحب دعمه في عام 2009، تم إنشاء فرق نسائية أخرى في البلاد في مدن مثل الرياض والدمام وعقدت دورة في عام 2008 مع سبعة فرق تتنافس وفاز في النهاية نادي اتحاد الملوك، وقعت أول مباراة بين فريقين في البلاد في يناير 2008 عندما تغلب فريق جامعة الأمير محمد بن فهد على كلية اليمامة في مباراة أقيمت على ملعب الأمير محمد بن فهد بسعة 35 ألف متفرج في الدمام بانتصار ساحق أمام جمهور النساء، لاعبة المباراة كانت حارسة مرمى كلية اليمامة، في مارس 2009 عُقدت مباراة كرة قدم خيرية للسيدات بين فريق يدعى «الجامعة» وفريق يسمى «برشلونة» حضرته 400 امرأة من المعجبين ولا يوجد رجال، فازت الجامعة باللعبة 1-2 وحصلت على 81000 ريال سعودي (21,598 دولار) لتوجيهها إلى الأشخاص ذوي الإعاقة في الجزء الشرقي من المملكة. في عام 2012 تدرب فريق اتحاد الملوك ثلاث مرات أسبوعيًا خارج أنظار الرجال حيث ترتدي اللاعبات مجموعة كرة القدم التقليدية من القمصان والسراويل القصيرة الأكمام، مدربة الفريق هي ريما عبد الله وهي أيضًا مهاجمة الفريق، يشمل الفريق 35 لاعبةً تتراوح أعمارهن بين 13 و 35 عامًا،
من عام 2006 لم تتوفر أي بيانات عن عدد لاعبات كرة القدم للسيدات في البلاد، في عام 2006 كانت هناك ضجة دولية عندما سعت السلطات السعودية لمنع النساء من حضور مباراة بين المنتخب السعودي لكرة القدم والمنتخب السويدي لكرة القدم، عقدت مسابقة رياضية مدرسية لجميع النساء في جامعة عفت في عام 2010، وقد تم التحقيق في البطولة من قبل السلطات السعودية لأنه وفقًا لما ذكره أحمد الزهراني -مدير إدارة تعليم البنات في جدة- لا يوجد في البلاد أي لوائح تنص على أنه لا بأس أن تعقد مدارس البنات دروسًا رياضية أو تدريبات، في عام 2011 كان يُنظر إلى كرة القدم النسائية على أنها وسيلة لمكافحة مشكلة السمنة المتزايدة في البلاد.
في عام 2014 وفي إجراء يهدف إلى حضور النساء لمباريات كرة القدم في الملاعب السعودية، ناقشت جهات رياضية في اجتماعات مطولة إمكانية ذلك وفق ضوابط الشريعة الإسلامية والعادات والتقاليد، ووضعت هذه الجهات 5 شروط للسماح للعنصر النسائي بدخول مباريات كرة القدم، أولها أن يكون حضور النساء عائليًا وليس بشكل فردي، وثانيها أن تجهز لهذه الأسر أماكن منفصلة، وثالثها ألا تتعرض لأي نوع من أنواع الاختلاط مع الرجال في الملعب، ورابعها تخصيص مداخل ومخارج ومواقف سيارات منفصلة، وخامسها أن تتوافر خدمات للنساء كدورات المياه وغيرها.
في عام 2018 أصدرت الهيئة العامة للرياضة السعودية قرارها بالسماح للنساء بحضور المنافسات الرياضية السعودية.
وبالرغم من أن كرة القدم هي الرياضة الأكثر شعبية بين السيدات في السعودية لكنه لا توجد أكاديميات أو أندية أو اتحادات كرة قدم رسمية، نجحت المرأة السعودية في إنشاء أكثر من 10 فرق ترفيهية في جميع أنحاء البلاد، وتتمركز معظم الفرق في المدن الكبرى: الرياض وجدة والخبر، في عام 2018 بدأت قيادات الفرق النسائية السعودية بتنظيم بطولات إقليمية، بعض الفرق المعروفة هي: اليمامة، التحدي، نسور جدة وأمواج جدة.

## منتخب السعودية لكرة القدم للسيدات
في عام 2019 شكَّلت الحكومة أول فريق كرة قدم يشارك في كأس العالم للأهداف العالمية، كما انطلق في 4 أكتوبر 2019 دوري جدة النسائي لكرة القدم.
وفي 13 نوفمبر 2021، أعلن الاتحاد السعودي لكرة القدم عن إقامة الدوري السعودي لكرة القدم للسيدات وسينطلق الموسم الأول منه في 22 نوفمبر 2021 بمشاركة 16 فريقا، وتقام مبارياته في ثلاث مدن سعودية، وهي الدمام والرياض وجدة.

## أندية نسائية سعودية
نادي ذا ستورم، جدة إيغيلز، كينغ يونايتد، الليث الأبيض، جدة ويف، مِراس

## ملاعب في الرياض
في عام 2013 فتحت ملاعب خاصة في العاصمة الرياض أبوابها للسيدات، بتخصيص يوم لمزاولة كرة القدم، أحد الملاعب أعلن تخصيص يوم نسائي لمزاولة الرياضة، وأرجع الملعب أن سبب إعلان تخصيص يوم لمزاولة الرياضة النسائية جاء نتيجة لكثرة الطلبات المقدمة في هذا الشأن. توفر الملاعب الخاصة للاعبات أماكن تشمل 10 غرف لارتداء الزي الرياضي، إلى جانب مدرجات مغطاة، فضلاً عن الملعب الذي يتسع لنحو 16 لاعبة. أما أبرز الصعوبات التي تواجه فريق النسائية فتتمثل في توفير ملاعب مغلقة.

## وصلات خارجية
- سعوديات يشكّلن فريق كرة قدم بجّدة ويتطلعن لإنشاء منتخب نسائي
- تسجيل أول فريق نسائي سعودي لكرة القدم في جامعة أمريكية
- 400 لاعبة.. في الدوري النسائي